# Fysiokrater
Fysiokrater (av grekiska fysis, natur, och kratos, kraft) eller ekonomister, var ett antal politiska och nationalekonomiska skriftställare under senare hälften av 1700-talet. De bekämpade den så kallade merkantilismen, som då var rådande i de flesta europeiska stater och särskilt i Frankrike.
Det var François Quesnay, Ludvig XV:s livmedikus, som i "Encyclopédie"-artiklarna "Fermiers" (1756) och "Grains" (1757) gav det första egentliga uttrycket åt de fysiokratiska idéerna. Han utvecklade dessa närmare i "Tableau économique" (1758) och "Questions intéressantes sur la population, l'agriculture et le commerce" (1759) samt fick inom kort ett stort antal lärjungar, bland andra Victor Riqueti de Mirabeau, Pierre Samuel Dupont de Nemours, Pierre-Paul Mercier de La Rivière och Nicolas Baudeau samt den av fysiokraterna starkt påverkade Jacques Turgot som minister fick tillfälle att tillämpa en del av deras teorier. 
Förutom i Frankrike vann de fysiokratiska idéerna anhängare huvudsakligen i Italien och i Tyskland där markgreve Karl Fredrik av Baden i några byar försökte att genomföra dem.

## De fysiokratiska lärorna
Fysiokraterna förkastade den dominerande merkantilismen med dess ensidiga statsskydd och ensidiga gynnande av handel och industri genom skyddstullar, monopol, premier, understöd, förskott, mönsteranläggningar, kanal- och vägbyggnader. Man motsatte sig också den merkantilistiska lärosatsen att allt kommer an på att få export och import att utvecklas på ett sätt som är så gynnsamt som möjligt för nationalförmögenheten.
Innehållet av de lärosatser som fysiokraterna förespråkade, det så kallade fysiokratiska systemet, är huvudsakligen följande. Samhällslivet är, liksom den fysiska världen, underkastat oföränderliga lagar. Lagstiftarens och politikerns uppgift är att försöka utforska dessa lagar för att kunna styra samhället i överensstämmelse med dem. Varje åtgärd som lägger hinder i vägen hämnar sig själv.
Detta gäller inte bara om de rättsliga förhållandena utan även om de ekonomiska. Även för dessa finns en naturlig ordning och staten bör låta denna göra sig gällande. Studiet av denna naturliga ordning lär, att jorden (och vattnet) är den enda källan till rikedom och att följaktligen jordbruket med binäringar är den enda näringsgren som kan i egentlig mening kan frambringa rikedom. Alla yrken är därför strängt taget sterila, utom jordbruket som är det enda produktiva. Inget land kan överleva om det inte har tillgång till produkter av eget eller annat lands jordbruk men däremot skulle ett jordbrukande land kunna överleva utan industri och handel.
Till detta kommer – och där lägger fysiokraterna den stora vikten – att varken industrin eller handeln kan öka världens rikedom eftersom en produkt av någon av dessa näringsgrenar under naturliga förhållanden aldrig har större värde än den kvantitet jordbruksprodukter, som i form av råämnen, verktyg, underhåll åt arbetarna (i form av arbetslön) och kapitalisten (i form av kapitalvinst) behövs för denna produkts förädling.

## Produktionsöverskott
Fysiokraterna var förespråkare för kapitalistiskt storjordbruk av den engelska typen. Deras idé var att lägga en större skattebörda på adelns och kyrkans skattefria jord i stället för på böndernas som beskattades hårdare.  
Jordbruket producerar en produkt som inte bara ersätter alla nedlagda kostnader utan även ger ett produktionsöverskott ("produit net"), vilket är en ren vinst för samhället. Denna rena vinst, som tillfaller jordägaren, spelar en framstående roll i fysiokraternas system. Den är enligt detta, inte bara ett villkor för varje mera blomstrande industri och handel, utan även grundvalen för varje annat slag av kultur på så sätt att dess existens gör det möjligt för en del av samhällets medlemmar att existera utan att ägna sig åt jordbruket eller annan materiell verksamhet. Den är slutligen den enda källan för statens beskattning. 
Då nu "produit net" tillfaller jordägaren så är jordägarna den enda samhällsklass som i själva verket kommer att erlägga skatt. Staten bör därför inte pålägga annan skatt än en grundskatt proportionellt avvägd efter denna "produit net". Även om skatt läggs på andra än jordägarna så kommer den dock att övervältras på dessa.
Av allt detta följer att staten bör avhålla sig från varje åtgärd som kan minska jordbrukets "produit net". Alla åtgärder som avser att uppmuntra andra näringsgrenar på jordbrukets bekostnad är förkastliga. Ett givande jordbruk är enda villkoret för alla övriga näringsgrenars tillväxt.
Det enda sättet att detta mål är att låta fullkomlig frihet råda. "Laissez faire et laissez passer" bör därför vara huvudgrundsatsen i all statsförvaltning. Detta slagord hämtades av François Quesnay från Jean-Claude Gournay men fysiokraterna lade inte så stor vikt vid det som kritikerna senare påstod.

## Historisk betydelse
Den fysiokratiska åskådningen fick snabbt stor spridning. Även inom de högre samhällslagren i Frankrike riktades nu uppmärksamheten på förhållandena i landet och på behovet av reformer. De ekonomisk-sociala reformtankarna vann visserligen inte den franska överklassen för sig, men däremot åtskilliga enskilda personer inom dess krets. Inom den gamla adeln blev markis de Mirabeau – fadern till revolutionens Mirabeau – företrädare för de nya ekonomiska och humanitära strävandena genom sitt ryktbara arbete L'Ami des hommes. Bland intendenterna, som kontrollerade och reglerade kronans inkomster i landets olika delar, framträdde Turgot som den praktiske igångsättaren av en fysiokratisk reform med avseende på undersåtarnas bördor – en reform som dock kom att stranda.
Fysiokraternas skrifter utövade ett inte obetydligt inflytande på de ekonomiska reformerna under franska revolutionens tid men senare fäste nationalekonomins historiker mindre vikt vid deras ensidiga jordlära. I stället framhöll historikerna förut förbisedda drag i deras skrifter där de till stora delar framstod som socialpolitiska föregångsmän.
Bland dem som sakligast kritiserade det fysiokratiska systemet fanns Adam Smith och Justus Möser.